# بدرود بغداد
«بدرود بغداد»، نخستین فیلم بلند سینمایی مهدی نادری محصول سال ۱۳۸۸ است که با پیشینه حضور پررنگ در عرصه فیلم‌های کوتاه و مستند، نخستین حضور خود را در سینمای بلند حرفه‌ای به گونه‌ای هوشمندانه ثبت کرده که این وجه در انتخاب قصّه و تمِ داستانی، خودنمایی می‌کند.

## دربارهٔ فیلم
این فیلم که در سبک درامِ جنگی ساخته شده‌است، مضمونی جهانی دارد و اثری است با دغدغه‌های فرامرزی که تلاش می‌کند اجرایی مدرن و مبتنی بر تصویری از یک قصّهٔ کلاسیک و آشنا ارائه دهد.

## خلاصه
در خلاصه داستانِ «بدرود بغداد» آمده‌است: دانیِل دالکا بعد از شکست در مسابقه بوکس یکی از شرط‌بندها را به قتل می‌رساند و برای فرار از دست مافیا هیچ جایی را امن‌تر از ارتش نمی‌یابد…
این فیلم، داستان دو سرباز آمریکایی (دنیِل دالکا با بازی مزدک میرعابدینی) و عراقی (صالح المزروق با بازی مصطفی زمانی) است که هر یک با پیشینه‌ای تعریف شده به نوعی، به شرایط جنگ و رویارویی هل داده شده‌اند. اما همان پیشینه و به نوعی تحمیلی بودن موقعیت باعث می‌شود مسیری متفاوت را در جنگِ رو در رو انتخاب کنند و از تضاد و تقابل به همراهی برسند.

## توضیحات بیشتر
این فیلم با عنوان قبلی «مرا ببخش مادر»، در بیست و هشتمین جشنواره بین‌المللی فیلم فجر در بهمن ماه ۱۳۸۸ به نمایش درآمد. چند ماه بعد هم توسّط مسئولین سینمایی ایران، به عنوان نماینده ایران برای حضور در بخش بهترین فیلم غیرانگلیسی زبان هشتاد و سومین دوره جوایز اسکار انتخاب شد که موفّقیتی هم کسب نکرد. در نهایت هم در اوایلِ آذرماهِ سالِ ۱۳۹۰ در ایران با همان زبان اصلی انگلیسی و عربی و با عنوان «بدرود بغداد» اکران عمومی شد. (به طور محدود در گروه مخاطب خاص)
این فیلم، دومین نقش آفرینی مزدک میرعابدینی پس از فیلم توقیف شدهٔ «آن جا» و همین‌طور دومین نقش آفرینی درخشان و چشمگیر مصطفی زمانی پس از سریال تلویزیونی تاریخی «یوسف پیامبر» می‌باشد.
یک قطعه از عکسهای جواد جلالی در این فیلم که مزین به امضای بزرگان تئاتر و سینمای ایران بود در اکسپوی عکس تئاتر ایران، هشتاد میلیون تومان فروخته شد و به همراه تمامی عایدات این نمایشگاه، به مخارج درمان مجید بهرامی اختصاص یافت.

## بازیگران
- مصطفی زمانی
- مزدک میرعابدینی
- پانته‌آ بهرام
- مجید بهرامی
- عدنان شاه‌طلایی

## سایر عوامل
- مدیر تولید:ساسان سالور
- صدا: نظام الدین کیایی
- طراح صحنه و لباس: فرهاد ویلکیجی
- عکس: جواد جلالی
- گریم: رسول سید عربی

## جوایز و جشنواره‌ها
- مهدی نادری نامزد دریافت جایزه خلاقیت و استعداد درخشان از نگاه منتقدان در بیست و هشتمین جشنواره بین‌المللی فیلم فجر
- تورج اصلانی نامزد دریافت جایزه استفاده خلاقانه از فناوریهای نوین از نگاه منتقدان در بیست و هشتمین جشنواره بین‌المللی فیلم فجر
- دیپلم افتخار جایزه خلاقیت و استعداد درخشان از نگاه منتقدان در بیست و هشتمین جشنواره بین‌المللی فیلم فجر
- دیپلم افتخار بهترین فیلمبرداری به تورج اصلانی در بخش فیلم‌های اول و دوم بیست و هشتمین جشنواره فیلم فجر
- جواد جلالی نامزد دریافت تندیس بهترین عکس در پانزدهمین جشن خانه سینما[۴]
- عکس برگزیده جواد جلالی از فیلم بدرود بغداد در اکسپو عکس تئاتر و سینمای ایران ۱۳۹۰[۵]
- جواد جلالی در سی‌امین دورهجشنواره فیلم فجر موفق به دریافت سیمرغ بلورین بهترین عکس برای فیلم بدرود بغداد گردید.
- بهترین طراحی صحنه: فرهاد ویلکیجی به خاطر خلق موفق فضای دو کشور خارجی در داخل ایران به انتخاب سایت پرده سینما[۶]